# Dvorska vas, Velike Lašče
Dvorska vas je naselje v Občini Velike Lašče.